# Héliopolis (Égypte)
Pour les articles homonymes, voir Héliopolis.
Héliopolis (la « ville du Soleil » ou la « ville du dieu Hélios », en grec Ἡλιούπολις, en latin Heliopolis, en arabe Aîn-ech-Chams soit l'« Œil du Soleil ») est le nom donné par les Grecs à la ville antique d'Iounou, la « cité du pilier », dans le delta du Nil. C'était la capitale du treizième nome de Basse-Égypte. Cette ville antique était située là où se trouve aujourd'hui la ville de Embabeh, dans le Gouvernorat de Gizeh.
Ses premières constructions datent du XXVIIe siècle avant notre ère.

## Métropole religieuse de l'Ancien Empire
Pour des articles plus généraux, voir Mythe de la création héliopolitaine et triade d'Héliopolis.

L'oiseau Bénou d'Héliopolis

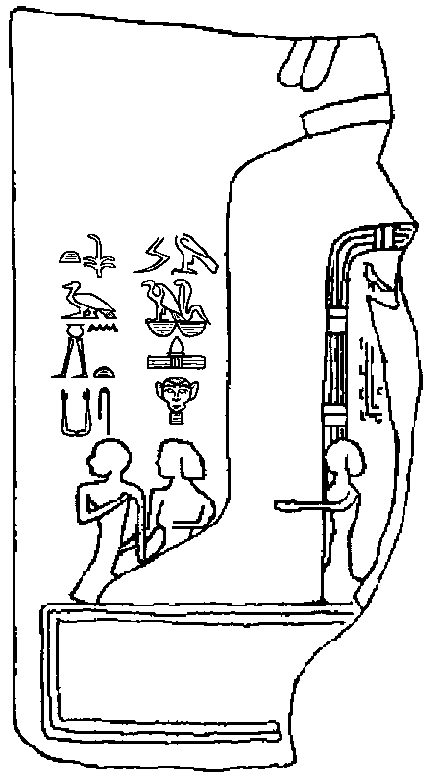
Relevé d'un des reliefs de Djéser découvert à Héliopolis

On vénérait dans cette ville solaire des divinités liées au Soleil sous la forme d'une triade :
- le dieu Khépri, représentant le Soleil renaissant ;
- le dieu Rê, le Soleil à son zénith ;
- le dieu Atoum, le Soleil couchant.

Ces trois divinités finissent par se confondre en une seule, représentée par l'astre solaire dont les trois états principaux, l'aube, le zénith et le crépuscule sont symbolisés par ces trois dieux. Le dieu en constante transformation est à l'origine de la création du Monde. Il renaît chaque jour pour disparaître chaque soir et continue ainsi son cycle éternel.
Le dieu possédait deux principales hypostases :
- le Bénou (ancêtre du Phénix) ;
- le dieu taureau Mnévis, hypostase vivante de Rê.

Si le premier culte reste à nos yeux légendaire, le second était bien réel. Il possédait son étable sacrée et sa nécropole au cœur même d'Héliopolis. Tous deux possédaient également la capacité de renaître, à l'instar de l'astre qu'ils incarnaient.
C'est aussi à Iounou qu'était vénérée la sainte Ennéade, assemblée des neuf dieux issus de Rê et qui symbolisaient la création du Monde :
- Rê - le soleil - le feu divin,
- Shou - l'air - le souffle divin,
- Tefnout - l'humidité - la semence divine,
- Geb - la terre,
- Nout - la voûte céleste,
- Osiris,
- Isis
- Seth,
- Nephtys.

De nombreuses mythologies découlèrent de cette cosmogonie, dont celle d'Isis et Osiris, de Seth et Horus, de Sekhmet, l'Œil de Rê, etc.
La ville était également le siège d'un culte d'Hathor, dame du Sycomore. C'est encore à Iounou qu'au milieu d'un bois sacré se trouvait le légendaire persea sacré, sur les fruits duquel Thot inscrivait les noms de chaque souverain, héritier du trône d'Horus.
Tous ces dieux devaient posséder leur temple, leur chapelle ou leur oratoire autour du temple principal qui dominait la ville.
Sous l'Ancien Empire, le culte de Rê entra probablement en concurrence avec celui de Ptah, adoré dans la ville voisine de Memphis et dont le culte est attesté dès la période thinite. En effet, les premières dynasties royales qui suivaient selon le mythe les ancêtres divins sur le trône d'Horus, choisirent pour nécropole le site de Saqqarah, voisin de la cité du dieu Ptah et ce jusqu'à la IIIe dynastie, définissant du même coup l'emplacement de la résidence royale des premiers temps.
Pour autant, les temples de la cité du dieu solaire ne sont pas négligés. On y a retrouvé des restes de reliefs datant du règne de Djéser et représentant des divinités de la grande Ennéade. Le roi y est accompagné de son épouse Hétephernebty et de deux de ses filles, dont Initkaes. Ces reliefs devaient orner l'un des sanctuaires inclus dans l'enceinte primitive de la ville. Ils sont l'un des rares témoignages de l'attention portée par le pharaon aux cultes d'Héliopolis pour cette époque de l'histoire du pays.
La IVe dynastie marque ensuite un tournant, non seulement dans le choix des nécropoles royales (Gizeh est géographiquement en face d'Héliopolis), mais également dans l'aspect résolument solaire de l'architecture pyramidale. On a découvert récemment tout un quartier de la ville qui s'édifia à Gizeh à partir du règne de Khoufou (appelé Khéops par les grecs), ainsi qu'un vaste palais attestant d'un déplacement de la cour plus au nord, à proximité de la ville du soleil. Une théorie affirme même que depuis le temple du dieu soleil on pouvait voir les pyramides de la IVe dynastie. Celles-ci devenaient du même coup un repère incontournable depuis les sites funéraires royaux.
Selon la légende, la Ve dynastie serait issue d'une union entre Rê et une prêtresse du temple d'Iounou. De fait, les pharaons de la Ve dynastie édifièrent, en plus de leurs complexes funéraires d'Abousir, au nord de Saqqarah, des temples solaires dont l'élément principal était le Benben, un obélisque massif édifié sur une plateforme.
Le plan général du grand temple de Rê est à rapprocher de ceux des temples solaires des pharaons de cette dynastie, retrouvés à Abou Ghorab et Abousir et dont ils se seraient inspirés. Une chaussée montante reliait deux temples, dont le principal comportait un obélisque massif, en maçonnerie, dominant une cour à ciel ouvert, au centre de laquelle se trouvait un autel solaire formé d'un disque encadré de signes « hotep », destiné à recevoir des offrandes quotidiennes. Mais cette hypothèse n'a jamais été vérifiée sur le site de l'ancienne Iounou.
À la fin de cette époque également apparaissent les premiers textes des pyramides, qui connurent un grand développement dans les tombeaux royaux de la VIe dynastie. Ces textes sacrés forment le premier corpus théologique dont nous ayons une trace. Ils sont certainement le fruit d'une longue étude et de patients travaux théologiques. Ils associent clairement la résurrection du roi à la renaissance de l'astre solaire, liant encore davantage le personnage royal à son devenir divin, y compris dans l'Au-delà.

## Le temple de Rê
La cité sacrée d'Iounou, la troisième du pays après Thèbes et Memphis, est décrite par Hérodote comme une des plus savantes, avec son grand temple dédié au Soleil Rê et ses quartiers de prêtres. Il n'en reste plus rien, sauf une partie du tracé de l'enceinte du sanctuaire principal et un obélisque de Sésostris Ier de la XIIe dynastie, qui marquait sans doute avec d'autres l'entrée d'un des principaux temples.
La moitié de l'aire repérée et décrite au XIXe siècle par les premiers explorateurs, depuis la Campagne d'Égypte et jusqu'aux sondages effectués par Joseph Hekekyan, se trouve actuellement sous la ville du Caire. Le reste est aujourd'hui entouré de clôtures et de murs, délimitant un espace plus considérable que celui de Karnak à Thèbes, et désormais protégé de l'avancée inexorable de la ville.
Il s'agit de la plus vaste enceinte cultuelle d'Égypte, avec près d'un kilomètre de long sur plus de cinq cents mètres de large. Divisée en son milieu par un mur la séparant en deux parties inégales, elle s'ouvrait à l'Est par une grande porte, dont les traces seraient à chercher sous les immeubles du quartier de Mataharya et dont il est difficile de restituer l'aspect, et à l'Ouest par un large portail.
La partie sud de l'enceinte est actuellement visible depuis le musée en plein air installé autour de l'obélisque de Sésostris Ier et qui rassemble les différents vestiges découverts dans les environs. Elle devait être l'enceinte contenant les temples dédiés aux trois formes du dieu soleil.

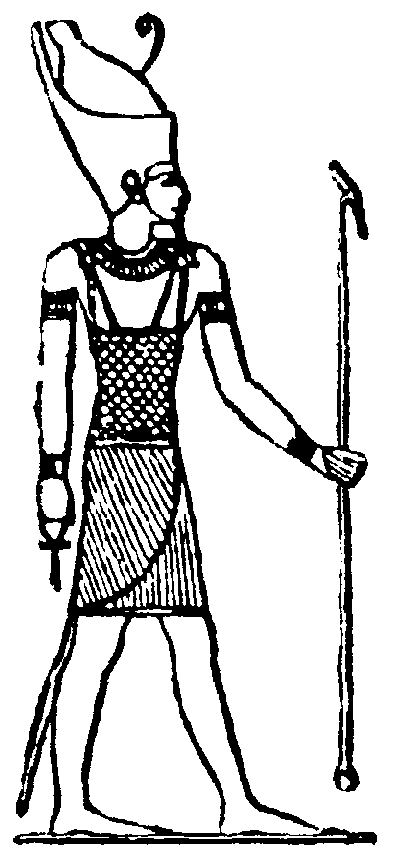
Le dieu Atoum

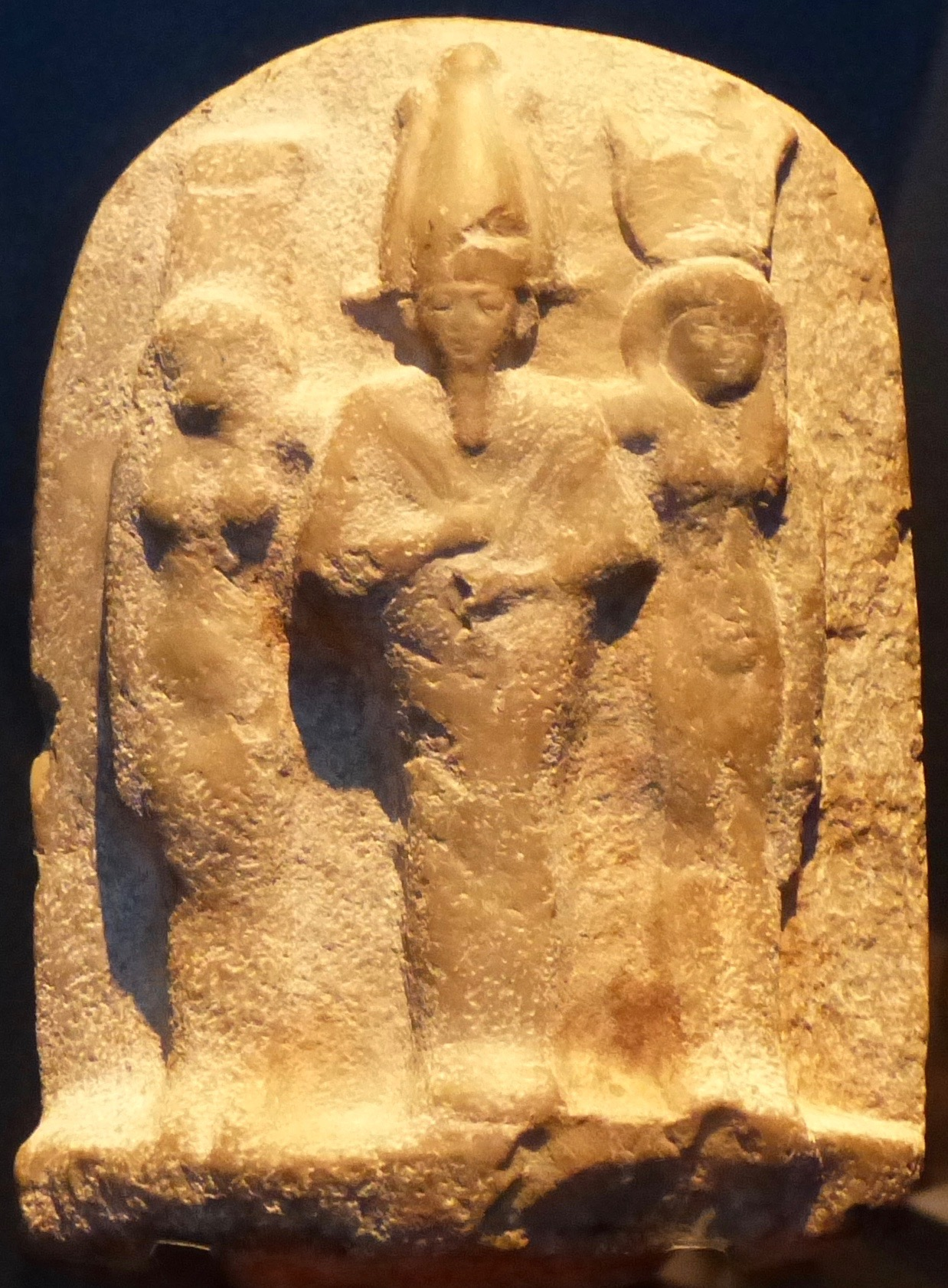
Cette Triade divine d'Héliopolis est une œuvre en albâtre représentant trois divinités égyptiennes : Horus, Osiris et Isis-Hathor

La stèle des victoires de Piânkhy, un pharaon kouchite de la XXVe dynastie, relate le passage du roi à Héliopolis lors de sa conquête de l'Égypte et nous en donne un aperçu :

« Entré par l'est dans la « Maison du matin », il fit offrande à Khépri après avoir été purifié. Puis il pénétra dans le Château du Benben, le « Hout Benben », pour voir son « Père » et enfin passa au temple d'Atoum. »

Cet ensemble de temples, sans doute reliés entre eux et formant le plus grand temple d'Égypte, rythmé par des paires ou des groupes d'obélisques érigés par des générations de rois, remonterait au début de l'histoire du pays. Des vestiges datant de Djéser de la IIIe dynastie y ont été en effet découverts, représentant les dieux Geb et Seth, deux des neuf dieux de la grande Ennéade adorée à Héliopolis.
Un autre document au nom d'un pharaon du nom de Néferkarê (VIe dynastie ?) donne une liste de statues et d'objets relatifs à la liturgie d'un temple consacré à Hathor. Une partie de son plan est sur le revers du bloc, vestige d'un relief décrivant probablement les dons de Pharaon à la ville solaire.
Un papyrus datant d'Amenhotep II de la XVIIIe dynastie décrit un temple avec ses obélisques et ses trois pylônes successifs qui donnaient accès à de grandes cours bordées de portiques.

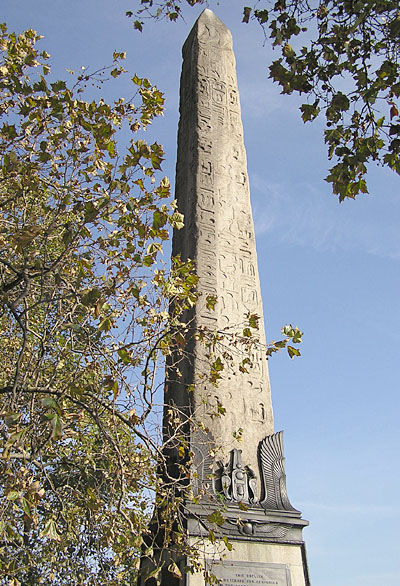
Obélisque de Thoutmôsis III dit Aiguille de Cléopâtre - Londres

Les nombreux obélisques qui ornaient ces monuments furent systématiquement arrachés du sol pour orner les grandes villes grecques et romaines. On les a retrouvés de nouveau érigés à Alexandrie, Rome, Constantinople, etc. En tout, ce sont au moins six obélisques de grandes tailles qui ornent actuellement les places et parcs de l'Europe et d'ailleurs et qui viennent des temples solaires.
Ainsi à Alexandrie, les « aiguilles de Cléopâtre » qui marquaient à l'époque romaine l'entrée du Cæsarium, étaient deux obélisques de Thoutmôsis III provenant d'Héliopolis. Ils se dressent aujourd'hui à Londres et à New York. Un autre obélisque haut de plus de vingt-trois mètres, datant de Séthi Ier, est érigé à Rome sur la Piazza del Popolo.
Ramsès II acheva la décoration de l'obélisque et fit ériger de nombreux monuments dans l'enceinte de Rê, avec leurs obélisques dont au moins trois furent transportés à Rome.

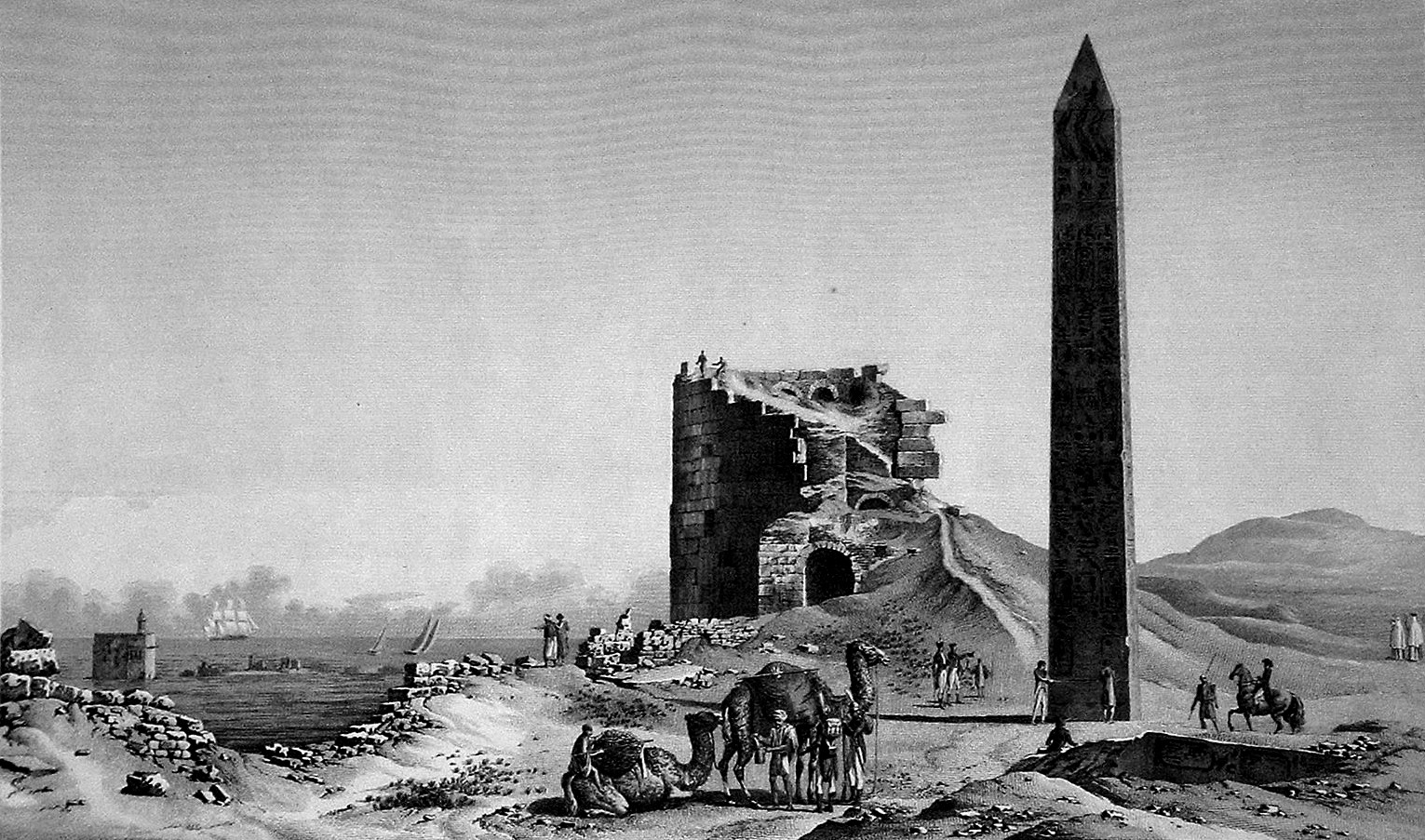
Description de l'Égypte : Aiguille de Cléopâtre - Alexandrie

L'un d'eux se trouve maintenant en face du Palazzo Pitti à Florence, tandis que les deux autres sont encore à Rome (un premier sur la Piazza della Rotonda et le second sur la viale delle Terme), comme celui de Néferibrê Psammétique II de la XXVIe dynastie que l'on peut admirer sur la place du Palazzo Montecitorio.
Une maquette a été trouvée au nord de la région à Tell el-Yahoudieh et date précisément de l'époque de Séthi Ier. Il s'agit d'une sorte de stèle, ou base en pierre taillée, qui porte sur ses côtés et sur sa face principale un motif dédicatoire du roi qui le représente agenouillé et faisant des offrandes à Atoum. Le dessus forme un plateau présentant un dénivelé franchi par un escalier à double rampe et accédant à une terrasse dans laquelle sont dessinés et creusés des espaces pouvant recevoir des pièces rapportées. Au vu de la taille et du positionnement de ces espaces, une restitution convaincante a été réalisée. L'ensemble nous présenterait le plan de l'entrée du temple d'Atoum, avec son pylône monumental, plus raide que les exemples thébains et a rapprocher de ceux d'Amarna, précédé de colosses, de sphinx et d'obélisques, auquel on accédait par un escalier non moins monumental.

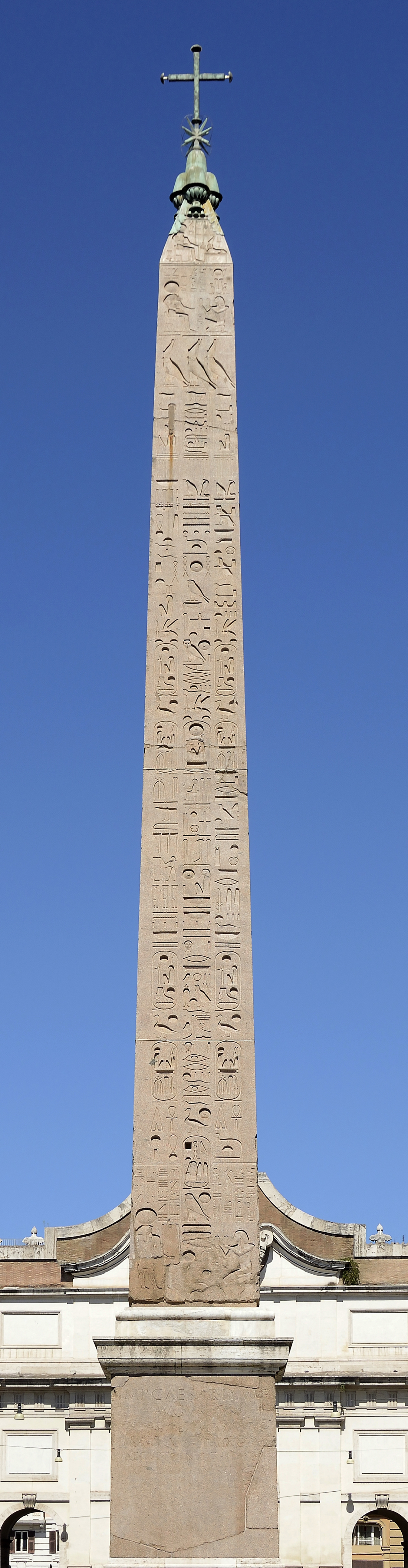
Obélisque de Séthi Ier - Piazza del Popolo Roma

Si on la compare proportionnellement à l'obélisque actuellement à Rome, en admettant qu'il faisait partie de la paire d'obélisques indiquée sur la maquette, on peut se rendre compte des dimensions du pylône qui s'ouvrait à l'Ouest du Grand Temple de Rê. Placé sur une haute terrasse, il devait dominer la ville et son port, et accueillir les visiteurs par l'éclat des pyramidions dorés de ses obélisques.
Du même règne de Séthi Ier datent également des fragments d'obélisques découverts récemment au large de l'île de Pharos à Alexandrie, et visibles aujourd'hui au musée en plein air installé à proximité de l'odéon romain de Kom el-Dikka. Ils proviennent vraisemblablement des temples héliopolitains que le roi fit édifier et consacrer aux divinités de la cité du soleil.
Enfin, quelques vestiges d'un naos de grès, dédié lui aussi par Séthi à Atoum, sont conservés au musée du Caire.
Ce sont des indications assez précises de ce que fut le temple d'Atoum à partir de la XIXe dynastie à l'Ouest d'Héliopolis, au moins pour la partie visible par tous, mais également celle plus intime du sanctuaire.

## L'extension septentrionale du site au Nouvel Empire

### Des temples consacrés au culte royal?

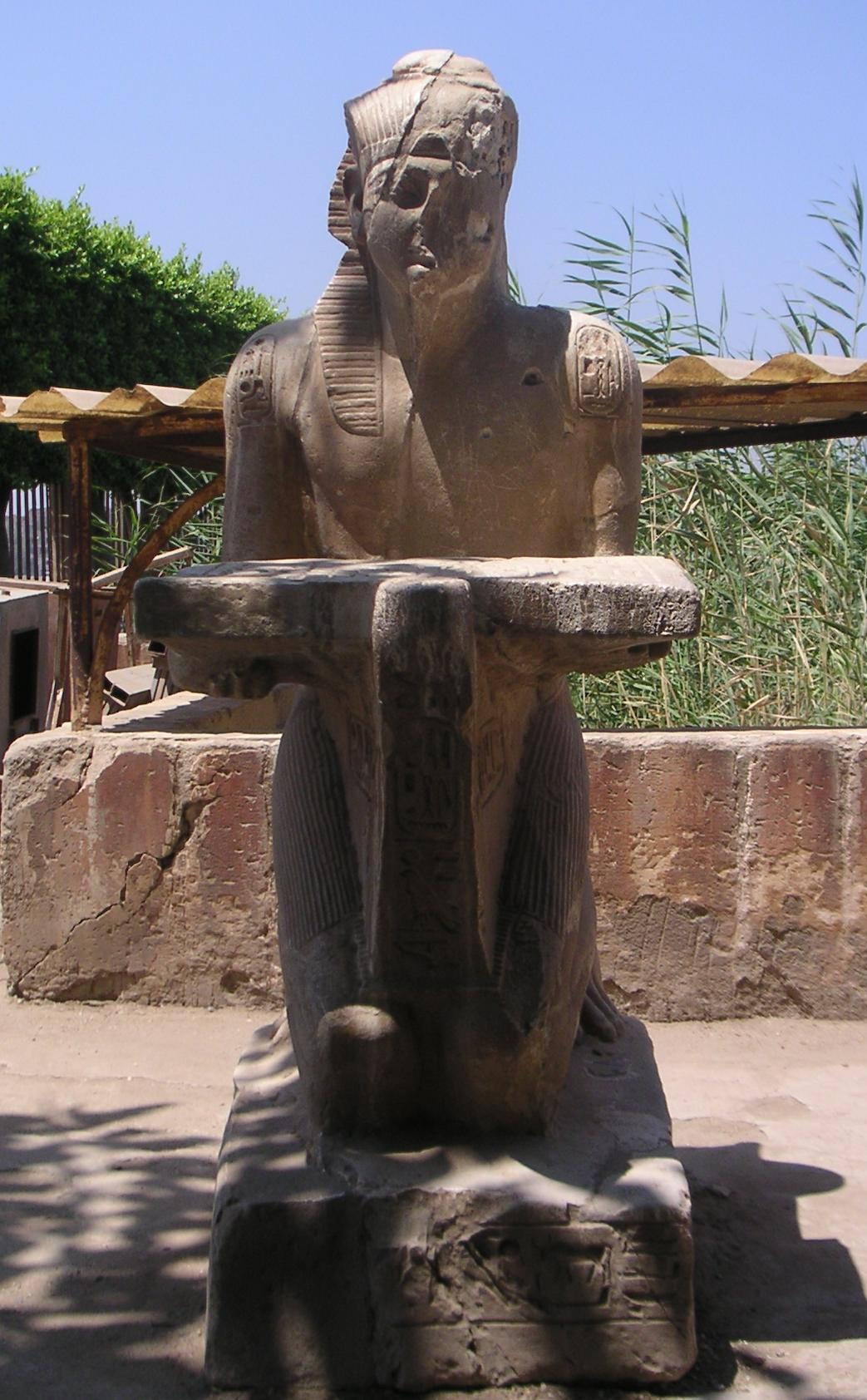
Séthi II offrant aux dieux d'Héliopolis (musée en plein air d'Héliopolis)

Durant le Nouvel Empire, une nouvelle zone de sanctuaires est aménagée au Nord du temple de Rê, dont les vestiges suggèrent qu'ils étaient consacrés au culte royal. Aujourd'hui, une grande partie de cette zone est recouverte par les immeubles modernes de la ville du Caire, empêchant toute fouille archéologique. Le site n'a été fouillé que depuis la seconde moitié du XXe siècle, et les connaissances sur ces sanctuaires sont encore très lacunaires.
Ces temples « royaux » d'Héliopolis auraient été construits pour perpétuer le culte de chaque pharaon, à l'image des temples dits funéraires consacrés à Amon sur la rive ouest de Louxor. Les temples royaux de Louxor sont appelés « temples des millions d'années dans le domaine d'Amon ». Il est possible que les rois du Nouvel Empire aient voulu édifier le même type de temple à Héliopolis pour associer leur culte au « domaine de Rê ».
En 1970 fut retrouvée la « colonne des victoires » de Mérenptah (le successeur de Ramsès II), vestige probable d'un temple qui donnait sur le nord de l'enceinte du temple de Rê. La colonne est en granite rouge et relate la victoire du pharaon sur les envahisseurs nomades en l'an 5 de son règne. Ce caractère commémoratif de la colonne en fait un monument unique dans l'architecture égyptienne.
Les fouilles entreprises dans ce secteur par l'université du Caire de 1976 à 1980 ont également permis de dégager une porte monumentale de Ramsès III, vestige probable d'un temple consacré au culte de ce pharaon. La porte est protégée par une forteresse qu'il est tentant de comparer au dispositif d'entrée de son temple jubilaire de Médinet Habou. Elle donnait accès à un espace dans lequel ont été retrouvés les vestiges d'un grand édifice.
Ramsès III porte dans son nom de couronnement le qualificatif de Héka Iounou, c'est-à-dire « prince d'Héliopolis », affirmant ainsi son lien étroit avec la cité du soleil. Il fit également édifier un complexe palatial un peu plus au nord de la ville, sur un site aujourd'hui appelé Tell el-Yahoudieh.
Un peu plus au nord de la porte de Ramsès III, on découvrit les ruines d'un petit temple bâti par Ramsès IV, fils et successeur de Ramsès III, puis celles d'un second édifice au nom de Ramsès V.
De même, Ramsès IX concentra son activité de bâtisseur à Héliopolis. Il s'inscrivait davantage encore dans le choix de ses prédécesseurs de développer les sites et le rôle de la Basse-Égypte ; ce choix préfigure le déplacement définitif du pouvoir royal dans cette partie de l'Égypte à compter de la Troisième Période intermédiaire. C'est ainsi qu'un monument au nom de Neb-Maât-Rê, gouverneur d'Héliopolis et fils de Ramsès IX, a également été mis au jour. Il comprend une porte dont le linteau est décoré de représentations du prince agenouillé devant les cartouches de son père, et une colonnade palmiforme qui précédait le sanctuaire.

#### Actualités des fouilles
Récemment[Quand ?] une équipe de fouilles du Deutsches Archäologisches Institut a découvert les vestiges d'un temple consacré par Ramsès II. L'équipe y a mis au jour des débris de toutes sortes, dont une tête colossale et une statue aux noms de Ramsès, conservée sur sa moitié inférieure et le représentant en habit de prêtre. Comme beaucoup de monuments de cette époque, des réemplois, dont certains datent de l'époque amarnienne et du Moyen Empire, y ont été également constatés.
L'ensemble de ces découvertes démontre clairement que le site regorge de vestiges enfouis, et ce malgré l'avancée de la ville moderne, qui occupe peu à peu l'espace autrefois enclos par la formidable enceinte du grand temple de Rê. Ainsi en 2005, dans le quartier de Mostorod qui jouxte précisément cette partie du site qui livra les monuments de Ramsès III et de ses successeurs, à l'occasion d'un chantier immobilier, toute une partie du parvis occidental de cet ensemble de temples fut retrouvée. Elle stoppa net les travaux et exigea l'intervention du Conseil suprême des Antiquités égyptiennes afin d'organiser des fouilles de sauvetage. Peu à peu sortent de terre des restes de colosses et de statues, des blocs de granite colossaux, des pans entiers de cette Héliopolis oubliée. Ces vestiges laissent imaginer l'ampleur, le faste et l'étendue des monuments qu'elle possédait.

### Le domaine de Mnévis
Au Nord de l'enceinte du Temple de Rê, on trouve également la tombe de Mnévis, le taureau sacré d'Héliopolis, le « héraut de Rê ». À l'instar du dieu Apis à Memphis, le taureau Mnévis bénéficia d'un culte à Héliopolis dans un enclos sacré. Le roi Thoutmôsis III lui fournit par décret des biens fonciers pour la pâture de ses veaux.
La nécropole de Mnévis se situe actuellement sous le faubourg moderne d'Arab-al-Tawil, à un ou deux kilomètres au nord du temple de Rê. Les vestiges archéologiques concernant l'époque ramesside permettent de savoir qu'à sa mort, le taureau fut momifié, recouvert d'or et enterré en grande pompe. Aucun tombeau antérieur à la XIXe dynastie n'a pour l'instant été retrouvé, mais l'existence d'un « taureau d'Iounou » est attestée dès la fin de l'Ancien Empire par sa mention dans les textes des pyramides.

### Le temple d'Aton disparu
Certains éléments d'architecture trouvés dans les temples de l'époque ramesside sont des réemplois, dont quelques-uns datent de l'époque amarnienne. Ils laissent supposer l'existence d'un temple consacré par les pharaons Amenhotep III et Akhenaton au dieu Aton, le disque solaire.
Sous la XVIIIe dynastie se développe le culte d'Aton, la forme visible du dieu Rê. Dans la continuité de son prédécesseur Thoutmôsis IV, Amenhotep III marqua sa préférence pour Aton, en s'identifiant à lui comme son représentant terrestre. L'existence d'un clergé dédié à Aton par Amenhotep III laisse supposer qu'il institua un culte à Héliopolis et qu'il lui fit construire un temple dont on ne connaît pas l'emplacement.

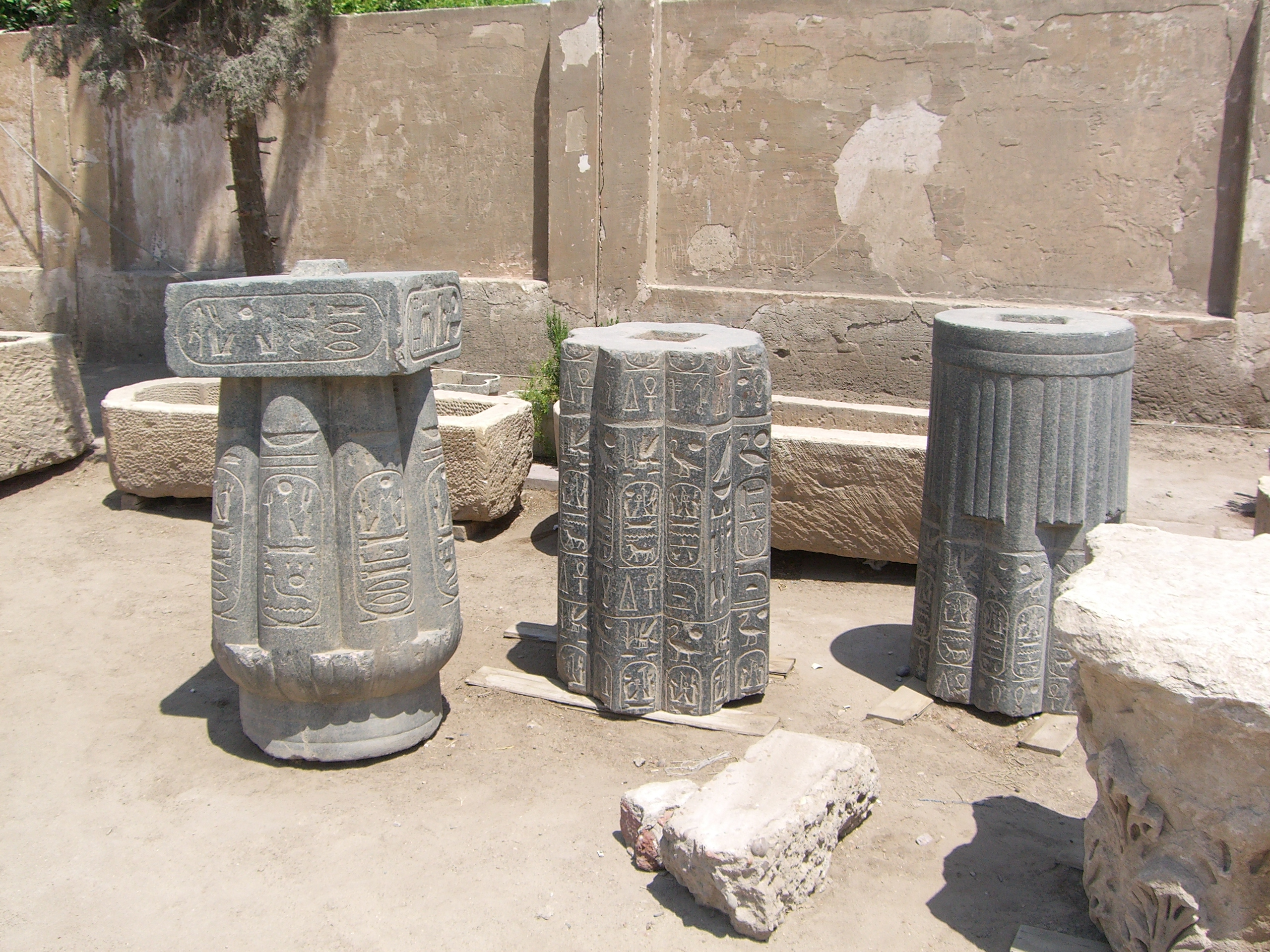
Colonne papyriforme du Nouvel Empire. Héliopolis - Le Caire

Héliopolis et ses temples influencèrent de tous temps la royauté et les cultes égyptiens. On a parlé de Thèbes comme de « l'Héliopolis du Sud ». Le culte d'Amon y fut associé à celui de Rê dès le Moyen Empire. Le développement de son temple vers l'est à partir du Nouvel Empire marqua un nouvel axe solaire, par un obélisque unique haut de trente-deux mètres et datant de Thoutmôsis III. Cela donne une idée de ce que furent les temples dédiés au dieu soleil sous sa forme d'obélisque, que l'on nommait alors Benben. Héliopolis en possédait certainement aussi, rappelant les temples solaires de l'Ancien Empire.
Dans cet axe de Karnak, encore plus à l'est et en dehors de l'enceinte d'Amon-Rê, se trouve le Gem Paaton, le premier temple consacré à Aton par le jeune roi Amenhotep IV avant qu'il ne transfère la capitale à Akhetaton. Le plan caractéristique de ce temple, constitué de pylônes et de cours à ciel ouvert garnies d'autels pour les offrandes, semble ainsi confirmer un trait particulier des temples solaires égyptiens : les offrandes étaient offertes directement aux ardeurs du soleil. Il est probable qu'Akhenaton fit édifier à Héliopolis un temple dédié à Aton, dans la continuité de ce qu'il fit édifier à Karnak.
Lorsqu'Akhenaton transféra son culte et sa nécropole dans sa nouvelle cité dédiée à Aton, il effaça les anciens cultes au profit d'un culte exclusif de l'astre solaire. On connaît la brièveté de l'expérience, limitée quasiment à la durée du règne d'Akhenaton. À la fin de la XVIIIe dynastie, ses successeurs rétablirent les cultes des dieux traditionnels qui avaient été supprimés. Il n'est donc pas étonnant que l'on retrouve autant de vestiges datant de la période ramesside, qui s'efforça de rétablir la grandeur du sanctuaire et le rayonnement de son culte.

## Le déclin d'Héliopolis

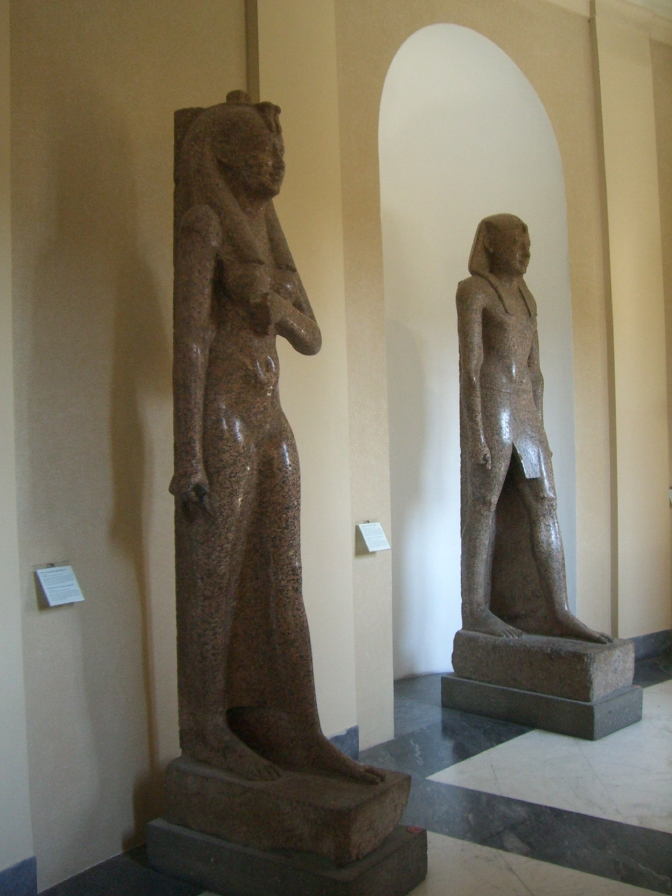
Statues colossales d'Arsinoé II et de Ptolémée II - Musées du Vatican

Jusqu'à l'époque romaine, les rois et reines de la Basse Époque puis de la période ptolémaïque enrichirent le sanctuaire, perpétuant le lien séculaire de la royauté avec le dieu Rê. Le nom du roi lui-même était précédé depuis les origines du titre officiel de « fils de Rê », en égyptien sa Rê.
Les monuments et les sculptures des XXVIe et XXXe dynasties attestent de ce lien étroit avec Rê. Il fut réaffirmé par les derniers pharaons de souche locale, qui restaurèrent et reconstruisirent là où les envahisseurs assyriens puis perses passèrent, pillant et détruisant ces lieux saints.
Avec l'arrivée d'Alexandre le Grand et la montée au pouvoir de la dynastie lagide, Héliopolis vécut encore pour un temps au cœur de la royauté, même si l'activité de ces derniers souverains se concentra davantage sur leur nouvelle capitale au bord de la Méditerranée.
C'est à Héliopolis que Manéthon, prêtre du culte de Rê, consulta les archives du temple afin de rédiger l'histoire du pays. Il répondait ainsi à une commande de Ptolémée, qui régnait sur le pays après la conquête d'Alexandre.
De nombreuses statues, sphinx, stèles commémoratives, colosses et bien sûr obélisques, attestent donc de la ferveur du culte solaire jusqu'à la prise du pouvoir romain par Auguste. À dater de ce dernier, la nature du pouvoir changea et la titulature même du roi se transforma, signant l'éloignement définitif du lien entre le monarque et la terre des pharaons.

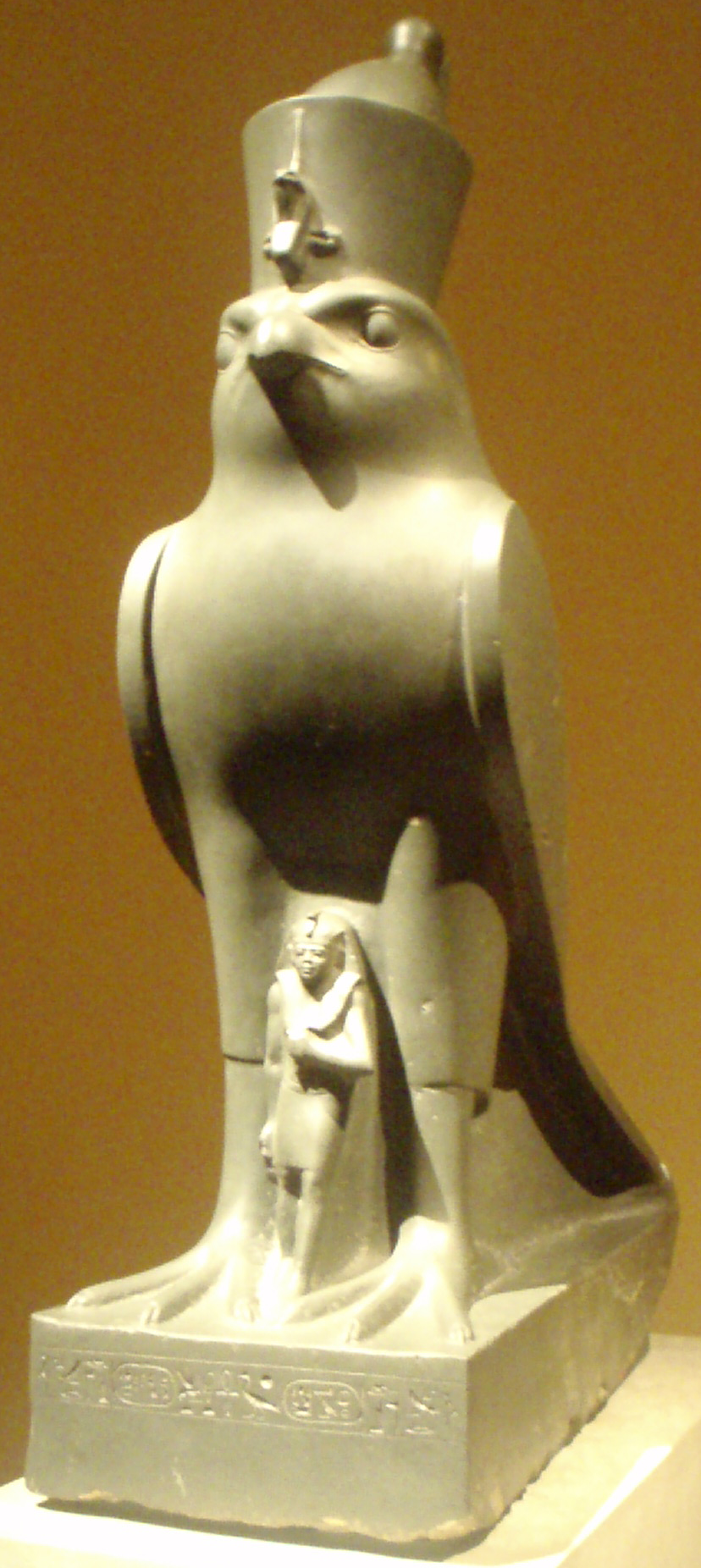
Statue d'Horus protégeant Nectanébo II - Metropolitan Museum of Art - New York

Au Ier siècle avant notre ère, Strabon visita la cité. Il décrivit « son temple ancien et bâti à la manière égyptienne », précédé d'un dromos monumental, d'obélisques (il cite ceux qui ont déjà été transférés à Rome pour l'Empereur) et constitué d'au moins trois pylônes et cours successives. Il ajoute qu'il n'y a vu « aucune statue à forme humaine, seulement celles d'animaux privés de parole ».
La ville était alors éclipsée depuis près de trois-cents ans par l'autre ville-lumière, Alexandrie, le nouveau phare de la civilisation. Mais c'est l'avènement des religions monothéistes, d'abord chrétienne puis ensuite musulmane, qui conduisit à son abandon définitif.
Livrée au pillage de ses monuments et statues, Héliopolis servit, à l'instar d'autres sites antiques, de carrière durant les époques postérieures. Elle devint peu à peu un vaste champ de ruines, reflet négatif et paradoxal de ce qui fut pendant trois millénaires le siège d'une intense activité spirituelle et intellectuelle.
Lors de l'expédition de Bonaparte, à la fin du XVIIIe siècle, les savants français firent le relevé de l'enceinte gigantesque. Elle était encore conservée sur une bonne hauteur, avec son mur transversal ainsi que son obélisque, unique témoin de ce temple et de ses prêtres qui avaient attiré tant d'intellectuels et de savants durant l'Antiquité.
Strabon bien sûr, mais également Diodore de Sicile, Hérodote d'Halicarnasse et selon la tradition, Hécatée de Milet, Eudoxe de Cnide, Platon, Pythagore et bien d'autres, auraient séjourné longuement à Héliopolis. Ils y auraient puisé des connaissances et enrichi leurs travaux grâce au vieux fonds de savoir accumulé par les prêtres de Rê. Ces témoins irremplaçables nous transmettent un peu de cette lumière qui rayonnait autrefois depuis Héliopolis sur les civilisations naissantes de l'Occident et de l'Orient gréco-romain.

## Époque moderne
L'Héliopolis moderne fut fondée par la Heliopolis Oasis Company du baron Empain, un industriel belge, à partir de 1905.

## Sources
- Hérodote, L'enquête - Livre II